# Білолобик рудоволий
Білолобик рудоволий (Aphelocephala pectoralis) — вид горобцеподібних птахів родини шиподзьобових (Acanthizidae). Це рідкісний птах, ендемік Австралії.

## Опис
Довжина птаха становить 11 см вага 9 г. Голова світло-сіра, тім'я і спина темно-сіро-коричневі, крила світло-коричневі, груди і живіт білі, на грудях широка світло-руда смуга. Виду не притаманний статевий диморфізм.

## Поширення і екологія
Рудоволий білолобик є ендеміком північної частини штату Південна Австралія. Мешкає на відкритих місцевостях, таких як кам'янисті плоскогір'я, порослі чагарником. Часто зустрічається поблизу джерел і витоків струмків.

## Раціон
Рудоволий білолобик харчується безхребетними, яких шукає на землі.